# Mistrzostwa Włoch w Lekkoatletyce 2010
100. Mistrzostwa Włoch w Lekkoatletyce – zawody lekkoatletyczne, które odbyły się 30 czerwca i 1 lipca 2010 na Stadio Olimpico Comunale w Grosseto. Bezpośrednią relację z imprezy przeprowadziła publiczna stacja Rai Sport 1.

## Rezultaty

### Mężczyźni
| Konkurencja:                  | 1. miejsce        | Rezultat   | 2. miejsce           | Rezultat    | 3. miejsce           | Rezultat    |
| Bieg na 100 m                 | Simone Collio     | 10.16 SB   | Emanuele Di Gregorio | 10.22       | Fabio Cerutti        | 10.24       |
| Bieg na 200 m                 | Roberto Donati    | 20.98 SB   | Claudio Licciardello | 21.05 PB    | Emanuele Abate       | 21.14 PB    |
| Bieg na 400 m                 | Marco Vistalli    | 45.95 PB   | Luca Galletti        | 46.72       | Isalbet Juarez       | 46.85 PB    |
| Bieg na 800 m                 | Lukas Rifesser    | 1:50.61    | Dario Ceccarelli     | 1:51.34 SB  | Livio Sciandra       | 1:51.54     |
| Bieg na 1500 m                | Gilio Iannone     | 3:45.77 SB | Mario Scapini        | 3:46.50     | Luca Leone           | 3:46.62     |
| Bieg na 5000 m                | Stefano La Rosa   | 14:12.29   | Markus Ploner        | 14:14.24 SB | Daniele Meucci       | 14:14.37    |
| Bieg na 10000 m               | Daniele Meucci    | 29:49.25   | Cosimo Caliandro     | 30:03.58    | Ahmed El Mazoury     | 30:03.99    |
| Bieg na 110 m przez płotki    | Stefano Tedesco   | 13.77      | Emanuele Abate       | 14.09       | John Mark Nalocca    | 14.21       |
| Bieg na 400 m przez płotki    | Giacomo Panizza   | 50.34 PB   | Gianni Carabelli     | 50.83       | Leonardo Capotosti   | 51.49       |
| Bieg na 3000 m z przeszkodami | Yuri Floriani     | 8:36.22    | Matteo Villani       | 8:41.66     | Francois Marzetta    | 8:46.60 PB  |
| Chód na 10000 m               | Alex Schwazer     | 40:04.99   | Giorgio Rubino       | 40:43.12 SB | Daniele Paris        | 42:52.43 SB |
| Skok wzwyż                    | Filippo Campioli  | 2.28 SB    | Marco Fassinotti     | 2.26        | Giulio Ciotti        | 2.24 SB     |
| Skok o tyczce                 | Giorgio Piantella | 5.50       | Matteo Rubbiani      | 5.50 SB     | Sergio D’Orio        | 5.40 SB     |
| Skok w dal                    | Andrew Howe       | 8.16 SB    | Emanuele Formichetti | 8.10 PB     | Stefano Tremigliozzi | 7.96        |
| Trójskok                      | Fabrizio Donato   | 17.00      | Fabrizio Schembri    | 16.74       | Michele Boni         | 16.38       |
| Pchnięcie kulą                | Andrea Ricci      | 18.17 SB   | Marco Dodoni         | 18.10       | Paolo Dal Soglio     | 18.00 SB    |
| Rzut dyskiem                  | Hannes Kirchler   | 61.46 SB   | Marco Zitelli        | 60.29       | Giovanni Faloci      | 58.66       |
| Rzut młotem                   | Nicola Vizzoni    | 75.39      | Marco Lingua         | 72.97       | Lorenzo Povegliano   | 71.60 SB    |
| Rzut oszczepem                | Roberto Bertolini | 73.79 SB   | Leonardo Gottardo    | 71.07       | Gianluca Tamberi     | 71.01       |

### Kobiety
| Konkurencja:                  | 1. miejsce            | Rezultat    | 2. miejsce           | Rezultat    | 3. miejsce              | Rezultat        |
| Bieg na 100 m                 | Manuela Levorato      | 11.49       | Jessica Paoletta     | 11.52 PB    | Giulia Arcioni          | 11.67           |
| Bieg na 200 m                 | Giulia Arcioni        | 23.40 PB    | Tiziana Grasso       | 23.78 PB    | Jessica Paoletta        | 23.89           |
| Bieg na 400 m                 | Libania Grenot        | 51.14 SB    | Marta Milani         | 52.27 PB    | Chiara Bazzoni          | 53.25 PB        |
| Bieg na 800 m                 | Antonella Riva        | 2:06.96 SB  | Elisabetta Artuso    | 2:07.62     | Cristina Grange         | 2:08.33         |
| Bieg na 1500 m                | Elisa Cusma           | 4:09.93     | Elena Romagnolo      | 4:10.59 SB  | Margherita Magnani      | 4:15.53 PB      |
| Bieg na 5000 m                | Federica Dal Ri       | 16:03.58    | Veronica Inglese     | 16:21.36    | Claudia Finielli        | 16:31.78 PB     |
| Bieg na 10000 m               | Claudia Finielli      | 34:06.84 PB | Martina Facciani     | 34:07.70    | Giovanna Epis           | 34:19.37        |
| Bieg na 100 m przez płotki    | Marzia Caravelli      | 13.33       | Veronica Borsi       | 13.43       | Giulia Pennella         | 13.58           |
| Bieg na 400 m przez płotki    | Manuela Gentili       | 55.78 PB    | Benedetta Ceccarelli | 57.09       | Anna Laura Marone       | 58.61 PB        |
| Bieg na 3000 m z przeszkodami | Valentina Costanza    | 9:58.78 PB  | Micaela Bonessi      | 10:01.65 PB | Giulia Martinelli       | 10:05.49 NJR PB |
| Skok wzwyż                    | Antonietta Di Martino | 2.01 SB     | Raffaella Lamera     | 1.90        | Alessia Trost           | 1.84            |
| Skok o tyczce                 | Elena Scarpellini     | 4.20        | Giorgia Benecchi     | 4.00        | Angela Sterpetti        | 3.80 SB         |
| Skok w dal                    | Tania Vicenzino       | 6.36 SB     | Elisa Zanei          | 6.26        | Elisa Demaria           | 6.23 PB         |
| Trójskok                      | Simona La Mantia      | 14.00       | Silvia Cucchi        | 13.51 SB    | Alessandra Pietrogrande | 13.23 SB        |
| Pchnięcie kulą                | Chiara Rosa           | 18.61 SB    | Julaika Nicoletti    | 16.01       | Cristiana Checchi       | 15.38 SB        |
| Rzut dyskiem                  | Laura Bordignon       | 54.75       | Valentina Aniballi   | 53.76 SB    | Cristiana Checchi       | 49.88 SB        |
| Rzut młotem                   | Silvia Salis          | 70.23       | Clarissa Claretti    | 69.55       | Elisa Palmieri          | 65.37           |
| Rzut oszczepem                | Zahra Bani            | 59.87 SB    | Silvia Carli         | 55.08 PB    | Maddalena Purgato       | 53.99 PB        |

## Chód na 50 km
Mistrzostwa Włoch w chodzie na 50 kilometrów rozegrano 7 marca w Signa.

### Mężczyźni
| Konkurencja:  | 1. miejsce    | Rezultat   | 2. miejsce           | Rezultat | 3. miejsce  | Rezultat   |
| Chód na 50 km | Alex Schwazer | 3:50:22 SB | Federico Tontodonati | 4:22:29  | Mirko Dolci | 4:27:19 SB |

## Chód na 20 km
Mistrzostwa Włoch w chodzie na 20 kilometrów rozegrano 13 czerwca w Molfetta.

### Mężczyźni
| Konkurencja:  | 1. miejsce               | Rezultat | 2. miejsce       | Rezultat | 3. miejsce  | Rezultat |
| Chód na 20 km | Jean-Jacques Nkouloukidi | 1:24:34  | Riccardo Macchia | 1:31:03  | Mirko Dolci | 1:31:43  |

### Kobiety
| Konkurencja:  | 1. miejsce          | Rezultat | 2. miejsce       | Rezultat | 3. miejsce      | Rezultat |
| Chód na 20 km | Sibilla Di Vincenzo | 1:34:39  | Federica Ferraro | 1:37:49  | Eleonora Giorgi | 1:40:32  |

## Wieloboje
Mistrzostwa Włoch w wielobojach rozegrano 17 i 18 lipca w Bressanone.

### Mężczyźni
| Konkurencja:  | 1. miejsce       | Rezultat  | 2. miejsce    | Rezultat  | 3. miejsce      | Rezultat  |
| Dziesięciobój | William Frullani | 7228 pkt. | Michele Calvi | 7106 pkt. | Lukas Lanthaler | 7019 pkt. |

### Kobiety
| Konkurencja: | 1. miejsce       | Rezultat  | 2. miejsce    | Rezultat  | 3. miejsce     | Rezultat  |
| Siedmiobój   | Francesca Doveri | 5668 pkt. | Elisa Bettini | 5388 pkt. | Elisa Trevisan | 5277 pkt. |

## Bieg na 10 km
Mistrzostwa Włoch w biegu na 10 kilometrów rozegrano 12 września w Pordenone. Wśród mężczyzn cztery pierwsze miejsca zajęli Afrykanie: Kenijczycy: Hillary Kiprono (29:05 PB), Josphat Koech (29:06 PB) oraz Mathew Rugut (29:09 SB) oraz Etiopczyk Million Yehualashet (29:14 PB). Wśród kobiet druga była Etiopka Birtukan Fente Alemu (33:54 PB), a trzecia Marokanka Asmae Ghizlane (34:03 SB).

### Mężczyźni
| Konkurencja:  | 1. miejsce      | Rezultat | 2. miejsce       | Rezultat | 3. miejsce     | Rezultat |
| Bieg na 10 km | Stefano Baldini | 29:19 SB | Cosimo Caliandro | 29:27    | Francesco Bona | 29:34 SB |

### Kobiety
| Konkurencja:  | 1. miejsce               | Rezultat | 2. miejsce       | Rezultat | 3. miejsce     | Rezultat |
| Bieg na 10 km | Agnes Tschurtschenthaler | 33:48 PB | Martina Facciani | 34:06 PB | Bruna Genovese | 34:13 SB |